# پوست موز (فیلم)
پوست موز فیلمی به کارگردانی علی عطشانی، محصول سال ۱۳۸۷، با بازی حمید فرخ‌نژاد، بهنوش طباطبایی، بهزاد فراهانی، هوشنگ حریرچیان و مهران رجبی است.

## خلاصهٔ داستان
داستان دربارهٔ جوان ثروتمندی به نام حمید است که بر اثر تصادف به کما می‌رود و روحش در عالم برزخ عاشق روح دختری جوان می‌شود. جسمش در این دنیا به‌تدریج بهبود می‌یابد و از کما درمی‌آید. اینک او می‌خواهد دوباره به آن دنیا برگردد، اما خودکشی حرام است و قطعاً او را به جهنم خواهند برد...

## منبع
- «پوست موز». وب‌گاه سینمایی سوره.